# Zamieszki w Pompejach

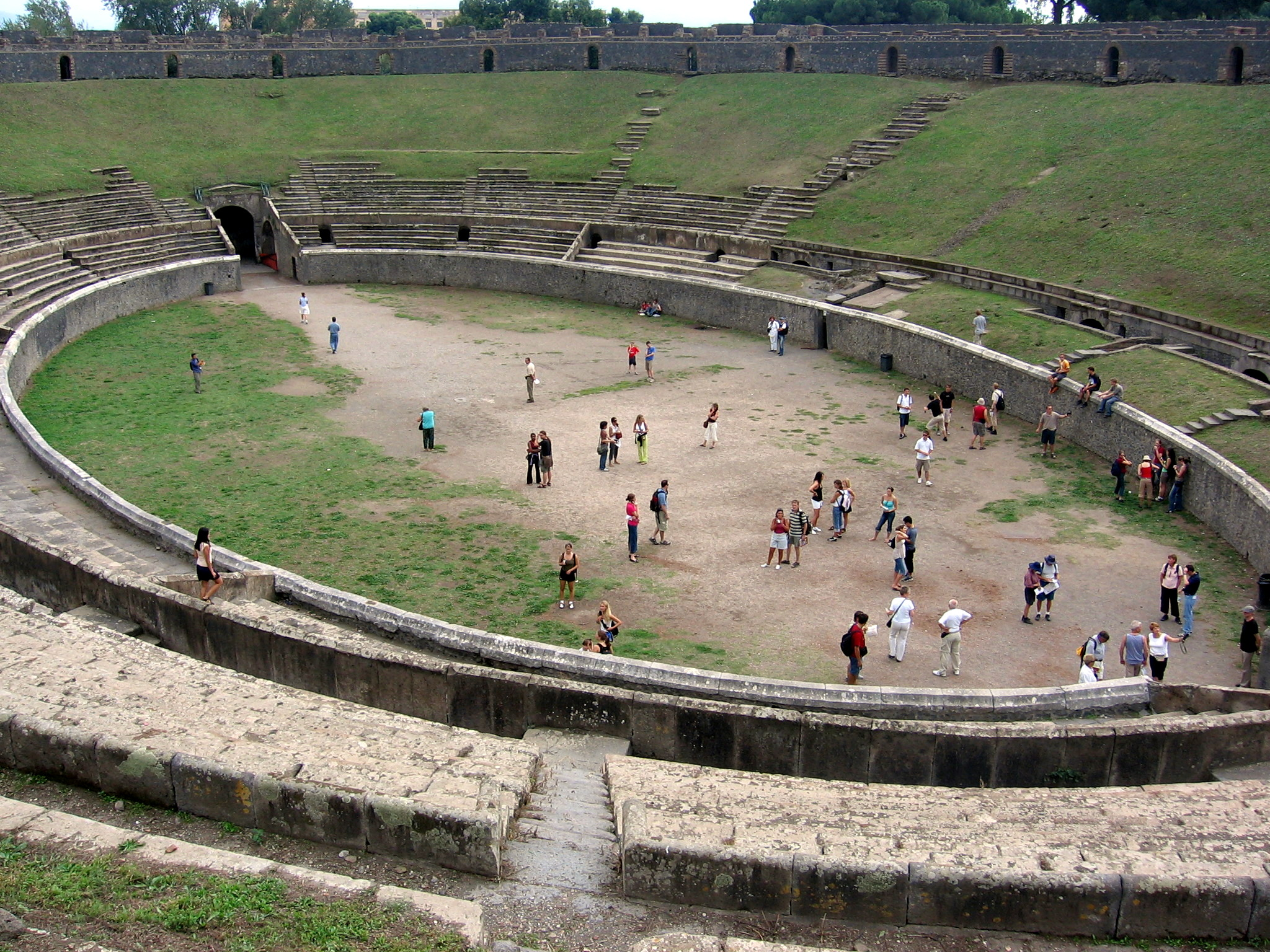
Amfiteatr w Pompejach – miejsce zdarzenia

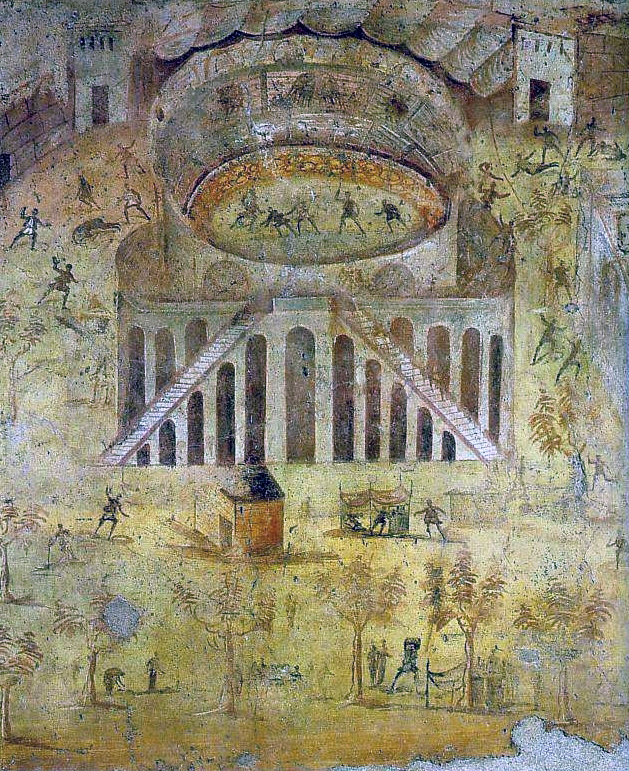
Fresk przedstawiający walkę między pompejanami i nucerianami

Zamieszki w Pompejach – gwałtowne wystąpienia (bijatyka), do jakich doszło w 59 roku w Pompejach pomiędzy widzami igrzysk gladiatorskich.
Wydarzenia znane są z relacji Tacyta, który opisuje je w XIV księdze swoich Roczników. Zgodnie z jego relacją, w trakcie igrzysk gladiatorskich zorganizowanych przez usuniętego z senatu Liwinejusza Regulusa doszło do sprzeczek pomiędzy obywatelami Pompei i Nucerii. Utarczki słowne przerodziły się w walkę z użyciem najpierw kamieni, a następnie broni, w której górę wzięli liczniejsi miejscowi. Tacyt informuje o wielu rannych i zabitych.
O rozpatrzenie sprawy zwrócono się do cesarza Nerona, który przekazał ją senatowi, a ten – konsulom, po czym wróciła ona znów do senatu. Ostatecznie mieszkańców Pompejów ukarano 10-letnim zakazem organizacji igrzysk (później najprawdopodobniej złagodzonym); rozwiązaniu miały ulec także wszystkie miejscowe collegia (prywatne kluby i stowarzyszenia), których działalność uznano za sprzeczną z prawem. Liwinejusz Regulus został, wraz z innymi organizatorami, skazany na banicję. Z urzędu złożono też urzędujących w mieście duumwirów, i wybrano dwóch nowych urzędników na ich miejsce.
Zdaniem Davida L. Bomgardnera, wybuch zamieszek nie był przypadkowy i należy wiązać go z osadnictwem wojskowym. Kolonia wojskowa istniała w Pompejach, a dwa lata przed wybuchem zamieszek została założona także w Nucerii. Jego zdaniem, możliwe jest, że między mieszkańcami tych kolonii dochodziło do antagonizmów na tle sporów sąsiedzkich o grunty rolne. Sądzi on także, że możliwe jest, że pompejanie celowo wciągnęli sąsiadów w pułapkę. Opisując sprawę, Bomgardner zastanawia się także, dlaczego w ogóle Tacyt opisał te zdarzenia, stawiając tezę, że przyczyną tego była jego niechęć do osoby Liwinejusza Regulusa, a także chęć ukazania sprawności działania organów państwa w sytuacji kryzysowej.
Zamieszki zostały przedstawione na fresku, oryginalnie znajdującego się w perystylu tak zwanego Domu Gladiatora Actiusa Anicetusa, a obecnie przechowywanym w Narodowym Muzeum Archeologicznym w Neapolu. Do wydarzeń tych odnoszone jest również graffiti znalezione na fasadzie tak zwanego Domu Dioskurów.